# ملعب الحلة
ملعب الحلة (بالإنجليزية: Al Hilla Stadium)‏ هو ملعب كرة قدم يقع في الحلة، العراق، يتسع لـ 10000 متفرج.